# Полина Гагарина
Полина Сергејевна Гагарина (рус. Полина Сергеевна Гагарина; 27. март 1987, Москва) руска је поп певачица, текстописац, глумица и модел. На музичкој сцени Русије појавила се 2003. године као учесница друге сезоне музичког талент такмичења Фабрика звезда где је под менторством Максима Фадејева успела да освоји прво место.
Светској јавности постала је позната након што је представљала Русију на Песми Евровизије 2015. у Бечу где је са песмом A Million Voices заузела друго место са укупно освојена 303 бода. Говори руски, грчки и енглески језик.

## Биографија
Њен отац Сергеј Гагарин је лекар, а мајка Јекатерина Мукачева је професионална плесачица.
Полинина мајка је 1991. године потписала уговор са грчким продуцентом да ради као балерина у главном граду Грчке у балету Алсос. Прве године живота Полина је провела у Грчкој, где је завршила први разред опште школе. У Атини је Полина живела три године, интензивно проучавајући грчки језик и граматику. 1993. године Полинин отац је умро од срчаног удара, породица Гагарин није могла да преживи овај трагични догађај далеко од своје отаџбине и Полина и њена мајка одлучиле су да се врате у Русију. Међутим, боравак у Русији није био дуг. До септембра 1993. године, Полина се са мајком вратила у Атину и кренула у први разред у локалној школи.
Враћајући се у Русију на летње празнике, Полина је била на ивици избора: да остане у домовини и настави школовање у Русији или да се врати у Атину. На инсистирање своје баке, Полина је остала да живи у Саратову са њом. Пре свега, бака је младу Полину уписала у музичку школу. На квалификационом избору Полина је отпевала композицију Витни Хјустон, која је постала својеврсни Паулинин "пролаз" за почетак музичког школовања.
По завршетку уговора са грчким продуцентом, Полинина мајка се вратила у Москву, где се и Полина преселила. По завршетку музичке школе, са 14 година Полина је ушла у Државну музичку школу забавне и џез уметности.
У својој другој години, њена учитељица Наталија Андријанова позвала је Полину да учествује у музичком телевизијском пројекту „Фабрика звезда“. 2003. године Полина је добила телевизијски пројекат „Фабрика звезда 2“.
Гагарина је извела неколико песама Максима Фадејева и победила на такмичењу. Међутим, на крају пројекта Полина је прекинула сарадњу са Федејевим. Тада се око годину дана о Гагарини готово није чуло. Након тога раздобља позвана је да пева у групи „Плеј Грлс“. 2005. године потписала је уговор са АРС Рецордс, али није певала са групом.
Година 2005. Полини обележава нови покушај на музичкој сцени. За ово је изабрано Међународно такмичење „Нови талас“. У Јурмали је. Према резултатима такмичења Полина је заузела 3. место. Ауторска песма „Успаванка“ изведена последњег дана такмичења постала је хит, те је 2005. године за песму је снимљен и видео спот.
Године 2006. Полина објављује спотове за синглове „Јутро“ и „Ја сам твој“. Исте године објављен је сингл „Сећам се“, а 2007. године снимљен је сингл „Никад ти нећу опростити“, чији је аутор Константин Мелдазе. Полина 12. јула 2007.године објављује дебитантски албум „Питај облаке“, који је садржао хитове попут „Успаванке“, „Ја сам твој“ и „Никад ти нећу опростити“. У октобру 2007. године Полина је родила сина Андреја, након чега се много угојила.
Године 2008. Полина је снимила песму „Коме, за шта?“ заједно са пријатељицом-колегиницом победницом музичког такмичња „Фабрика звезди“ Ирином Дубцовом. Песма је стекла универзалну популарност и додала популарност певачицама. Марта 2010. године објављен је други самостални албум наслова „О мени“. На Албуму се налазе хитови, као и дует са Ирином Дубцовом хит песме „Коме, за шта?“, „Љубав под сунцем“ и „Негде љубав живи“. Полина је албум описала на следећи начин: „Нови албум. Нова фаза у животу, креативном и личном. Албум сам назвала „О мени“, "јер све што је у овој музици и речима чиста истина". "Ако желите да знате нешто о мени, онда је најбољи начин да слушате моје песме, а не да читате вести на страницама неких публикација". Након објављивања албума, уговор са АРС-ом се завршио, Полина га није обновила. Јуна 2010. године на музичком такмичењу "Муз-ТВ 2010", Полина Гагарина и Ирина Дубцова победиле су у номинацији за најбољи дует за песму Коме, за шта? У јуну 2010. године, Гагарина је дипломирала у Московској уметничкој позоришној школи.
У пролеће 2011. године у Украјини је започела музичка емисија „Народна звезда - 4“ (украјинска „Народнаја Зирка - 4“), где су учесници певачи прошли у ужи избор, певали дуете са звездама Руске и Украјинске забавне музике . Гагарина је певала са Михаилом Димовим из Одесе. У априлу 2011. године Руски ТВ канал "МТВ" емитовао је серију "Велика очекивања", песма „Обећавам“ постала је званични "Соунд трак". У августу 2011. године Полина је добила награду Руског радија Украјина "Златни грамофон" за песму "Нећу ти никада опростити". Даље се нижу награде и албуми. Полина је и даље активна на Руској музичкој сцени.